# 葉名琛

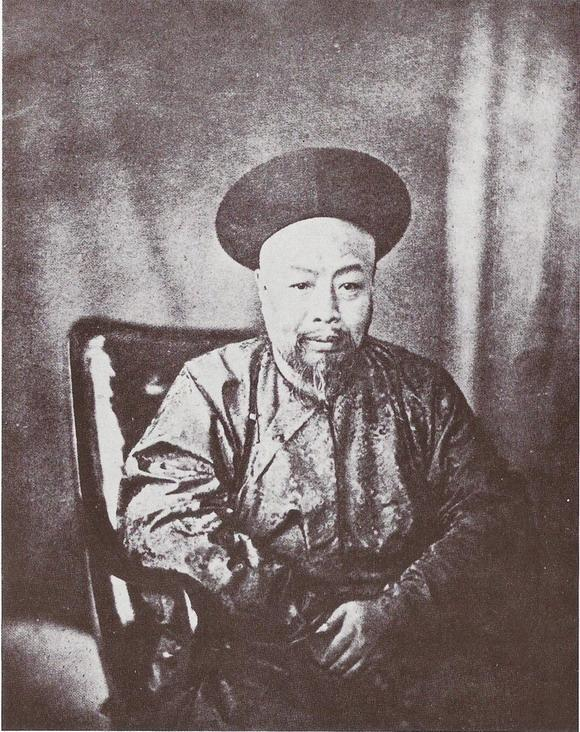
葉名琛

葉 名琛（しょう めいちん、拼音: Yè Míngchēn、1807年12月21日（嘉慶12年11月23日） - 1859年4月9日（咸豊9年3月7日））は、清の官僚。字は崑臣。
湖北省漢陽出身。1835年に進士となり、1838年に陝西省漢中の知府となった。その後山西雁平道、雲南按察使、湖南布政使、江寧布政使、広東布政使を歴任し、1847年に広東巡撫に昇進した。当時の清朝では朝野ともに排外的な雰囲気が高揚してきており、最強硬派であった葉名琛は重用され、1852年には両広総督に昇進した。またこの年には凌十八の蜂起を鎮圧している。1854年には陳開・李文茂・周春・陳金釭らが率いる天地会の蜂起軍に広州を包囲されるが、これを撃退し、数万人を処刑した。1855年には両広総督に協弁大学士と体仁閣大学士を兼ねた。
1856年9月10日、アロー号事件が発生するとイギリス領事ハリー・パークスが抗議したが、葉名琛は強硬な態度をとってイギリスと妥協しなかった。これにより事態はアロー戦争へと発展していった。イギリス軍は10月1日に広州を陥落させたが、人数が少なかったためにすぐに撤退した。葉名琛は大勝利を収めたと朝廷に上奏し、広州市民に各国の商館と貿易会社を焼き討ちさせた。
1857年、パークスは大軍を要請し、9月にはイギリス・フランス連合軍が広東に到達した。11月14日、連合軍は広州を占領し、葉名琛は捕らえられ、香港のイギリス軍艦に連行された。当時の人々は葉名琛を六不総督、すなわち「戦わず・和さず・守らず・死なず・降らず・逃げず」こんな人物は古来官僚にはいなかったとそしった。
48日後、軍艦は香港を離れ、葉名琛はインドのカルカッタに幽閉された。葉名琛は自らを「海上の蘇武」と称し、絶食して、翌年の4月9日に餓死した。